# ジョセフ・グリマルディ

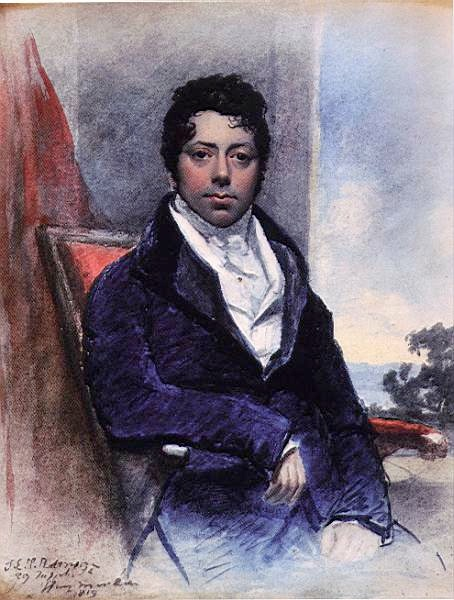
ジョセフ・グリマルディ

ジョセフ・グリマルディ（英: Joseph Grimaldi、1778年12月18日 - 1837年5月31日）は、イギリスの俳優、コメディアン、ダンサーであり、摂政時代にイギリスで最も人気があるエンタテナーとなった。1800年代初期、イギリスのパントマイムの一部をなすハーレクイン物の道化（クラウン）の役を発展させ、特にドルーリーレーンの王立劇場や、サドラーズ・ウェルズとコベントガーデンの舞台で演じた。ロンドンの喜劇界で大きな存在になったので、ハーレクイン物の道化は「ジョーイ」と呼ばれるようになった。これはグリマルディのニックネームであり、また顔を白く塗った化粧のデザインでもあった。現在でも道化といえばこの化粧が使われている。「さあ、また来たぞ！」というようなキャッチフレーズを創出し、それが現代のパントマイムでも使われ続けている。
グリマルディはロンドンでエンタテナーの父の息子として生まれ、子供のときに演技を始め、1780年にドルーリーレーンで舞台デビューした。翌年、サドラーズ・ウェルズ劇場で成功した。その最初の主要な役は1781年のパントマイム『浮かれ騒ぎの勝利; あるいはハーレクインの結婚』のリトル・クラウンであり、父と共に始めた。短期間学校に通った後、様々な低予算の演し物に登場し、引っ張りだこの子役になった。1794年の『バレンタインとオルソン』や1796年の『タリスマン、あるいはハーレクインが幸せを作った』では主役を演じ、特に『タリスマン』で世間に広く認知されるようになった。
1790年代の終わり近く、『ロビンソン・クルーソー』のパントマイム版に出演し、パントマイムの重要な演者としての信認を得た。その後も多くの演し物に出演したが、ドルーリーレーンでの経歴が荒れ模様となり、1806年にはこの劇場を離れた。新たにコベントガーデンの舞台で、同年末に『ハーレクイン、あるいはマザー・グース』に出演し、これがおそらく道化として最良の演技になった。コベントガーデンとサドラーズ・ウェルズの舞台で同時に出演して、ロンドンで一流の道化およびエンタテナーとなり、両劇場で多くの成功を収めた。ロンドンでの人気がイングランド中の地方劇場からのお呼びに繋がり、思い通りに出演料を請求できた。
サドラーズ・ウェルズ劇場との付き合いは1820年に終わった。これは主に劇場の管理者との関係が悪化したためだった。長年精力的に道化を演じている間に多くの怪我もしており、その健康も急速に衰え、1823年には引退した。その後の数年間は時折舞台に上がったが、その悪化する体調・機能のために演技は限られたものになった。晩年には、比較的ひっそりと暮らし、気持ちが落ち込み、貧しいアルコール中毒者となった。妻や息子で役者のジョセフ・サミュエルにも先立たれた後、58歳の1837年にイズリントンの自宅で死んだ。

## 伝記

### 家族の出自と幼年時代

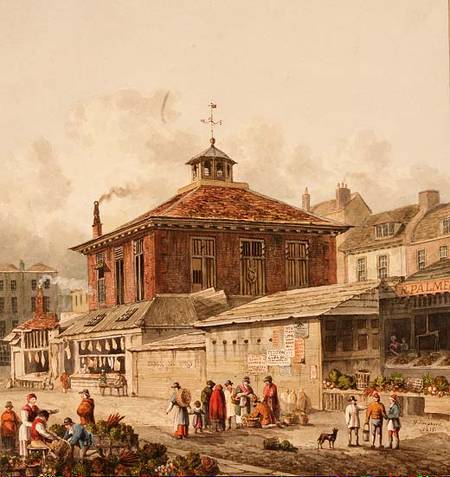
1815年のクレア・マーケットのスラム街、トマス・ホスマー・シェパード画

グリマルディはロンドンのクレア・マーケットで、ダンサーと喜劇役者の家に生まれた。曾祖父はジョン・バティスト・グリマルディであり、職業は歯科医、アマチュアの芸人として1730年代にイタリアからイングランドに移ってきていた。ジョン・リッチのハーレクインの相手役、パンタロン（老人のボケ役）を演じていた。その息子で、グリマルディの祖父ジョバンニ・バッティスタ・グリマルディは、若いときから芸人となり、生涯の多くをイタリアとフランスで過ごした。伝記作家アンドリュー・マコーネル・ストットに拠れば、祖父はスキャンダルを呼ぶ演技を行った結果として、パリのバスティーユ牢獄に拘束された。釈放された後、1742年にロンドンに移動し、父のジョン・バティストからジョン・リッチに紹介された。しかしリッチを騙した後でヨーロッパ大陸に逃亡し、その後に死んだ。
グリマルディの父ジュセッペ・グリマルディ（1713年頃-1788年）は、俳優かつダンサー（芸名はジュセッペあるいは「シニョール」）であり、1760年頃にロンドンに移った。ロンドンで最初に登場したのはキングス劇場だった。後にデイビッド・ガーリックと契約してドルーリーレーンの王立劇場で、パントマイムのパンタロン役を演じて喝采を博し、その後はバレエ・マスターとなった。グリマルディの母レベッカ・ブルーカーは1764年にホーボーンで生まれた。1773年にダンサーおよび演説者としてジュセッペ・ガリマルディに師事し、それから間もなく愛人となった。このときレベッカは14歳に満たず、ジュセッペは60歳くらいだった。
グリマルディの父は常に女たらしであり、3人の女性との間に少なくとも10人の子供をもうけた。1778年、その愛人であるレベッカとアン・ペリーのそれぞれが住むロンドンの家を行き来していた。この年に2人とも出産し、ペリーはヘンリエッタという女の子を、レベッカがジョセフを生んだ。ジュセッペは初めての男の子の誕生に大喜びしたが、レベッカとはあまり時間を過ごさずに、ペリーの所に入り浸っていた。おそらく他にも愛人がいた可能性がある。レベッカはロンドンの西にあるスラム街、クレア・マーケットで、最初の数年間は一人でジョセフを育てた。1780年頃、レベッカは2人目の男の子ジョン・バティストを出産した。ジュセッペは俳優一家を創り上げることを切望してペリーと娘の家を離れ、レベッカと2人の息子をハイ・ホーボーンのリトルラッセル通りに移した。ジュセッペは奇人であり自制できない挙動をすることも多く、躾には厳しく、自分の命令に従わない子供達を殴ることも多かった。死の魅力がジュセッペの晩年を消耗させた。子供達の反応を見るためにその前で死んだ振りをすることもあり、生きたまま埋葬されるのが怖かったので長女のメアリーには死後に自分の首を落とすよう求め、その分メアリーの相続遺産を5ポンド高くしていた。

### サドラーズ・ウェルズとドルーリーレーンでの初期

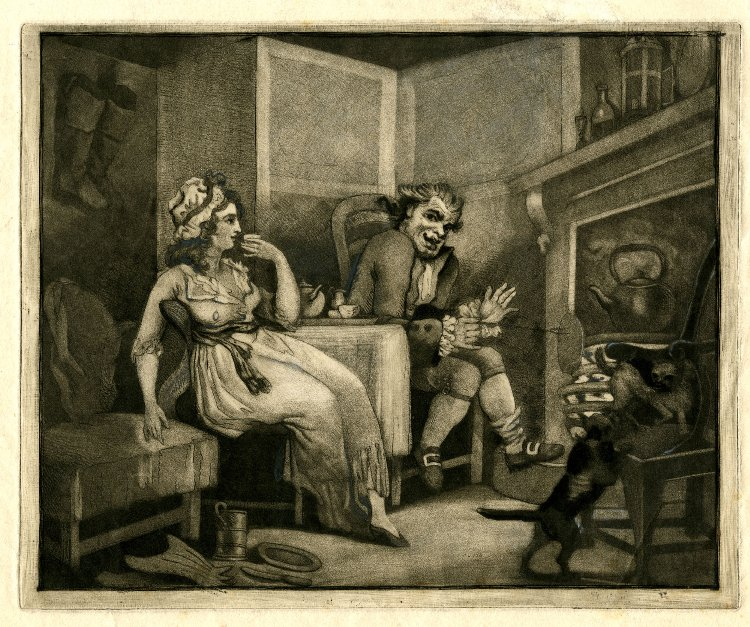
ジュセッペ・グリマルディの風刺画、1788年

グリマルディは2歳の時からハーレクイン物の役柄を演じることについて父の教えを受けた。ジョセフと弟のジョン・バティストはどちらも演技の才能があることを示していたが、ジョセフはロンドンの舞台で育てられた。1780年遅くにサドラーズ・ウェルズ劇場で舞台デビューを果たしたが、このときジュセッペはジョセフに舞台で「最初のお辞儀と最初のでんぐり返し」をやらせた。1781年4月16日、ドルーリーレーンのマネジャー、リチャード・ブリンズリー・シェリダンが、パントマイムの『銀岩の魔法使い、あるいはハーレクインの釈放』でジュセッペとジョセフの両方に役をつけた。シェリダンはドルーリーレーンのエキストラとして、ジョセフを含む多くの子役を雇っていた。
1781年のボクシング・デー（12月26日）、ジョセフはドルーリーレーンで、パントマイムの『浮かれ騒ぎの勝利; あるいはハーレクインの結婚』でリトル・クラウンの役を演じた。これはジョセフ個人にとって成功であり、このパントマイムは1782年3月まで延長公演を続けた。その演技の結果として経営側から次の仕事を提案され、ドルーリーレーンでは一人前の子役になった。これと同時期にサドラーズ・ウェルズでも多くの公演で役を貰っていたが、サル、小鬼、妖精、悪魔など端役が多かった。ドルーリーレーンの興行シーズンは例年9月から晩春までであり、サドラーズ・ウェルズは4月15日から10月第2週までだった。これら2つの劇場は似たような演目を上演していたが、観衆は異なる層にアピールしていた。ドルーリーレーンは富裕層を相手にし、サドラーズ・ウェルズはがさつな労働者階級が客だった。ジョセフの演劇歴は景気が良かったが、ジュセッペは彼をパトニーの寄宿学校であるフォード夫人の学校に入学させた。この学校は芸人の子弟を教育していた。ジョセフは読み書きでは苦闘したが、芸術では才能を見せた。ハーバード・シアター・コレクションに残っている幾らかの絵からそれを読み取ることができる。

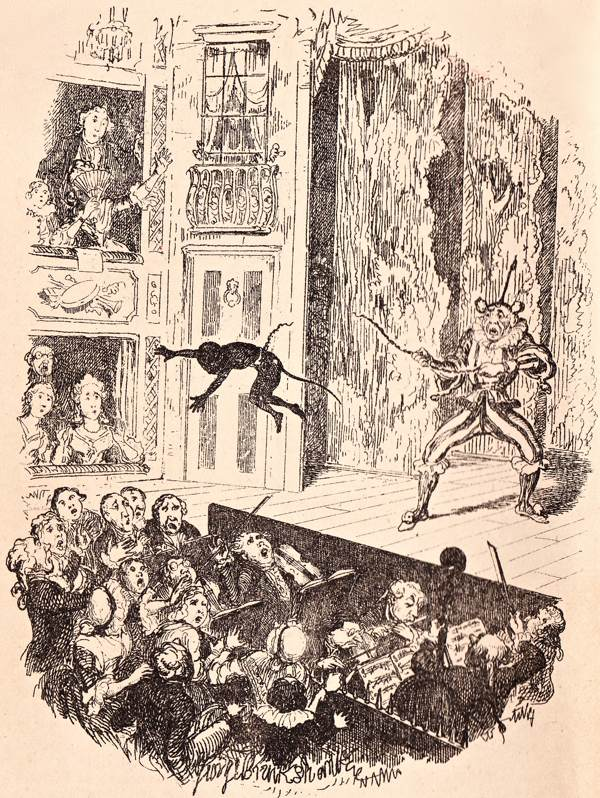
「サドラーズ・ウェルズでピットにデビューするジョー」、ディケンズの『グリマルディの記憶』のためにジョージ・クルークシャンクが描いた挿絵

グリマルディ家はロンドン演劇界での成功により、クレア・マーケットやホーボーンに住む労働者階級の家庭と比べて豊かな生活を送ることができた。ジョセフが6歳になる時までに新聞から著名な舞台俳優と認められ、「ガゼッティア」の批評家は「グリマルディの幼い息子が驚くべきやり方で演技している」とコメントしていた。ある夜、ジョセフはサルの役を演じており、父がその腰に鎖をつけて舞台に上がった。ジュセッペは頭の上でその幼い息子を「最大の早さで」振り回し、そのとき鎖が切れて、幼い息子をオーケストラ・ピットに振り落とした。1789年からは、弟たちと共に「3人の若いグリマルディ」と題する劇に出るようになった。
ジョセフの父は長年健康を害しており、1788年に浮腫のために死んだ。その結果、9歳のジョセフ・グリマルディが一家の稼ぎ頭になった。シェリダンはドルーリーレーンで週1ポンドという平均以上の賃金を払い、その母にもダンサーとしてドルーリーレーンで働けるようにした。しかし、サドラーズ・ウェルズの経営者はそれほど支援的ではなく、グリマルディの週給を15シリングから3シリング（1ポンド = 20シリング）に下げ、その後の3年間はそのままだった。ジュセッペの収入が無くなり、ジョセフ・グリマルディの夏の稼ぎが少なくなったことで、ホルボーンの家を維持できなくなった。一家はセントジャイルズのスラム街に移り、グレートワイルド通りの毛皮職人の家に下宿した。弟のジョン・バティストは9歳の1788年に、身元を偽ってフリゲート艦の客室係となる契約に署名したが、これは違法だった。グリマルディがその後弟に会ったのは1回きりとなった。

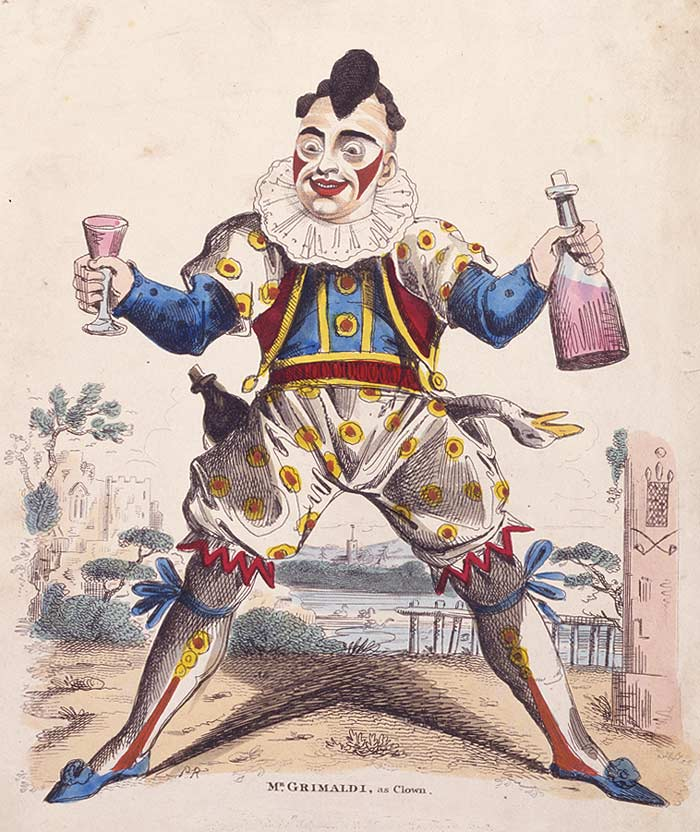
有名な道化「ジョーイ」の扮装をしたグリマルディ

1788年、ドルーリーレーンではジョン・フィリップ・ケンブルが支配人となり、シェリダンは首席財務官に昇進した。シェリダンはケンブルの制作した劇でしばしばグリマルディを端役で雇い、また同時にサドラーズ・ウェルズで働くことも認め続けていた。グリマルディは舞台装置のデザインと制作に興味を持ち、その制作を助けることも多かった。その後の2年間で演じたものは、父が管理していたときほどの成功をもたらさなかった。ロンドン演劇界で道化という卓越した役割は、融通がきくフランス人ジャン＝バティスト・デュボアに移っていた。デュボアはアクロバットができ、馬に乗れ、歌を歌え、怪力男だった。グリマルディはデュボアの助手として働いたが、後の人生でこのフランス人の弟子であったことは否定していた。
1791年、ドルーリーレーン劇場が解体され、グリマルディはヘイマーケット劇場に貸し出された。そこでは、テノール歌手マイケル・ケリーの主演したオペラ『サイモン』に短期間出演した。1794年4月21日、新しいドルーリーレーン劇場がオープンし、15歳になっていたグリマルディはそこの主要な子役として演技を再開した。同年『バレンタインとオルソン』の小人役で、父の死後では初の主要な役を演じた。2年後の1796年、サドラーズ・ウェルズで、トマス・ジョン・ディブディンのクリスマス・パントマイム、『タリスマン、あるいはハーレクインが幸せを作った』ではハグ・モラドの役を演じた。このパントマイムが成功し、グリマルディは激賞を受けた。ドルーリーレーンの経営陣はその成功に乗じることに熱心であり、その年後半にはパリのヒット作『ルドイスカ』をケンブルがロンドンの演劇に翻案したものにグリマルディが役を貰った。グリマルディはアクロバットの動きと殺陣を必要とする役割のカマシンを演じた。それらの技能は子供のときに教わっていた。ドルーリーレーンでの1796年のクリスマス・パントマイム、『ロビンソン・クルーソー』ではピエロの役を演じ、広く称賛を勝ちえた。
グリマルディは1796年に後の妻マリア・ヒューズと出遭った。サドラーズ・ウェルズ劇場の経営者リチャード・ヒューズの長女であり、グリマルディの母レベッカから紹介され、まもなくロマンスが花開いた。二人は1799年5月11日に結婚し、ペントンビルのペントン通り37に移転した。その年後半、『スカーボローへの旅』で田舎者として、また『妻を支配し妻を持つ』の女中役などに連続して出演した。これらの演し物でグリマルディが演じた役は奇人であり、通常は低俗喜劇役者に当たられていた。それにも拘わらず、その役作りを称賛され、ドルーリーレーンの正真正銘大人の役をこなす者と認められたので、権威あるドルーリーレーン劇場基金のメンバーになる資格を与えられた。

### ドルーリーレーンでのその後

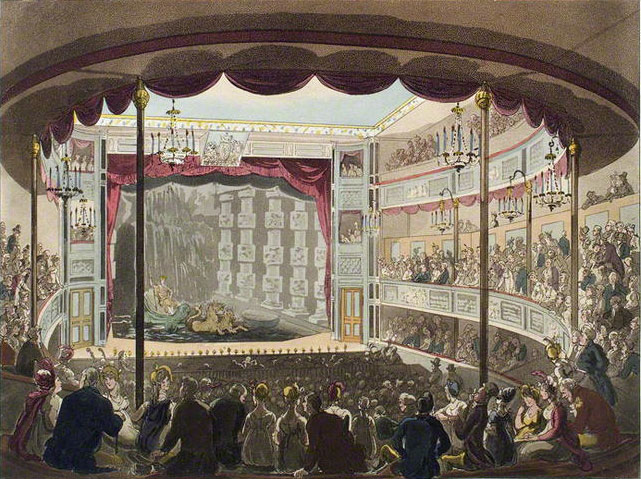
サドラーズ・ウェルズ劇場の内装、1809年

1798年、ドルーリーレーンは毎年上演して伝統のあったクリスマス・パントマイムを中止したので、グリマルディはこの祭の期間に他所で働く場所を見つけなければならなかった。翌年、義父の援助もあり、サドラーズ・ウェルズでチャールズ・ディブディンのイースター演目『ピーター・ウィルキンス: あるいは空飛ぶ世界』で主役を演じ成功を収めた。ドルーリーレーンでは、リチャード・カンバーランドによる『運命の車』の士官役、『インド人』のユダヤ人行商人役、『ロビンソン・クルーソー』の道化役、さらにジョン・フィリップ・ケンブルと共に『ハムレット』の第二墓掘り人役で主役を演じた。1799年のクリスマス・シーズンが近付き、『ピーター・ウィルキンス』の成功がまだ演劇界の話題に残っているとき、ケンブルは3年ぶりにドルーリーレーンでパントマイムを上演することを決めた。グリマルディを主たる道化のパンチとして『ハーレクインの魔よけ; モナの魔法』が上演された。このパントマイムは大成功となり、33公演継続し、翌年のドルーリーレーンでイースターでも2回目のシーズンが行われた。その結果、グリマルディはロンドンの道化役者として第一人者に認められた。このとき、「さあ、また来たぞ！」というキャッチフレーズを創出し、それが現代のパントマイムでも使われ続けている。「私がやるの？」というちゃめっ気のあるキャッチフレーズでも知られ、観衆が「そうだ！」と反応するようになった。
ドルーリーレーンで『ハーレクインの魔よけ; モナの魔法』のイースター公演が終わると、サドラーズ・ウェルズ1800年夏シーズンに戻った。グリマルディとデュボワは共に、ディブディンの『ハーレクインの新郎; あるいはマザー・シプトンの幽霊』に出演した。デュボアがピエロの役を演じ、グリマルディが道化（クラウン）の役を演じた。グリマルディの母も肉屋の妻の役で出演した。その年の後半にはやはりディブディンの『偉大な悪魔』に出演した。
1800年10月18日、妻のマリアが死産となり、マリアも死んだ。この悲しみに対処するために、1晩にサドラーズ・ウェルズとドルーリーレーンの両方で2つの演目に出演することも多かった。翌春、『偉大な悪魔』公演が続いているときに、舞台で自ら墓穴を掘って怪我をし、5週間もベッドに拘束された。母は息子の脆弱で悲しみに打ちひしがれた様子を大変心配するようになり、ドルーリーレーンのダンサー、メアリー・ブリストーを雇って、療養中の面倒を見させた。この二人が密接な友情で結ばれ、愛情関係に発展した。1801年12月24日に結婚した。

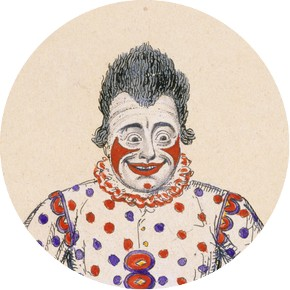
道化役のグリマルディ、独自のデザインによる化粧

グリマルディはドルーリーレーンでケンブルと仲違いした後に解任され、近くにあるコベントガーデン劇場に出演するようになった。エクセターにある義父の劇場とも契約した。ドルーリーレーンでは1801年のクリスマスも1802年のイースターもマントマイム公演が無く、ケンブルは劇場に来る観客数が減ったことに気付いた。グリマルディは、1801年のケントのロチェスターを初めとして、地方劇場で出演するようになった。1802年3月、ケントに戻ってパントマイムを演じ、2日間で300ポンドを稼いだ。ドルーリーレーンからの解任は短期間で終わり、数か月後には『ハーレクインの魔よけ; モナの魔法』の再演で復帰した。
サドラーズ・ウェルズは1801年シーズン末に改修のために閉鎖され、1802年4月19日に再開された。グリマルディはイースター・パントマイムに主役で復帰し、このときに「ジョーイ」と呼ばれて思い出される道化の扮装をデザインした。顔、首、胸を真っ白に塗りたくった後に、頬に三角形、太い眉、唇に大きな赤を塗り重ね、おどけたほほえみを作った。そのデザインは現代でも多くの道化役が使っている。グリマルディの伝記作者アンドリュー・マコーネル・ストットに拠れば、1800年代で最大級に重要な劇場デザインだった。1802年後半、デュボワがサドラーズ・ウェルズの劇団を離れ、グリマルディが唯一の道化役になった。グリマルディは『セントジョージ、イングランドのチャンピオン』では友人のジャック・ボローニャの相手役で出演した。この後に『コーとゾー; 美しい野蛮人』が続いた。「タイムズ」の批評家は、主役2人が共に死ぬシーンが「本当に感動的だった」と記した。ボローニャとグリマルディの舞台での共演はこの頃のイギリス演劇界で最も人気ある組み合わせとなった。「モーニング・クロニクル」紙はハーレクインの他の演劇と比べて、「他に並ぶ者のない」と考えた。
1802年11月21日、妻のメアリーが一人っ子となるジョセフ・サミュエルを出産し、「JS」と呼ぶようになった。グリマルディは息子が18か月のときからドルーリーレーンとサドラーズ・ウェルズの一種異様な雰囲気の中に登場させた。息子が舞台に立つことに熱心ではあったが、教育を受けさせるのも重要と考え、フォード氏のアカデミーに入学させた。

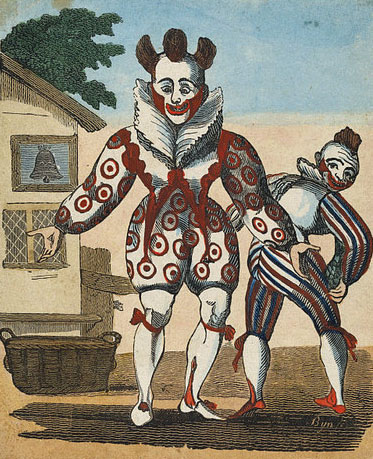
グリマルディと息子のJS、JSにはまだパントマイムは簡単な経験しか無かった

グリマルディは1802年遅くにドルーリーレーンに戻り、『青髭』に出演し、続いてクリスマス・パントマイム『愛と魔法』に出た。1803年、サドラーズ・ウェルズとの契約がさらに3年間延長された。『赤ずきん』の盗賊ルフォ、『新しいほうき』のジョン・ブル卿、スザンナ・セントリーブルの『妻に対する大胆な一撃』ではアミナダブとして出演した。ナポレオン戦争が始まり、サドラーズ・ウェルズとドルーリーレーンの新経営者は、笑いに救済を求める観衆をグリマルディが満足させられると見ていた。1804年1月3日、ドルーリーレーンで『シンデレラ; あるいは小さなガラスのスリッパ』が上演された。グリマルディはシンデレラの姉妹の従僕ペドロの役を演じた。この演目は、マイケル・ケリーの音楽もあって、劇場にとって大成功となったが、グリマルディと批評家達は、劇場が彼の才能を十分に使っていないこと、その役柄はミスキャストであることを心配するようになった。
1805年、サドラーズ・ウェルズのシーズンはイースターに始まり、グリマルディとジャック・ボローニャは成功の時期を享受することができた。ドルーリーレーンはオペラ、『ロドイスカ』を興行し、グリマルディとその母や妻が全て出演した。その後ドルーリーレーンで急遽、ジョン・トービンの劇『ハネムーン』の振り付けをするよう求められた。グリマルディは、その興行が続く間の給与を増額し、新しい振り付け師が見つかるまでではないという条件を受け入れた。ドルーリーレーンの経営陣はグリマルディに週給2ポンドを付加して払うことを認めた。その役割が数週間続いた後で、経営層は新しくジェイムズ・デグビルをバレー・マスターに指名した。デグビルが最初に振り付けを担当したのは『テルプシコレの帰還』であり（テルプシコレは合唱の女神）、グリマルディはパン（牧羊神）の役割を演じ、それまでの最良の役回りだと考えた。同年10月、劇場はグリマルディの給与を減額した。『テルプシコレの帰還』が閉演になったときに、約束されていた追加の2ポンドが減らされたので、グリマルディはトマス・ディブディンに助言を求めた。ディブディンはドルーリーレーンを去り、近くのコベントガーデン劇場に移るよう忠告した。グリマルディはコベントガーデン劇場の支配人トマス・ハリスに手紙を書き、クリスマス・パントマイムに出演することを説得しようとした。ハリスは既にその公演を支持しており、チャールズ・ディブディンとチャールズ・ファーリーを劇作者に雇っていた。グリマルディはハリスに会い、契約を結んだ。しかし、この劇場に参加する前にドルーリーレーンとの契約を果たさなければならず、『ハーレクインの炉端』に出演したが、評価は悪かった。

### コベントガーデン時代

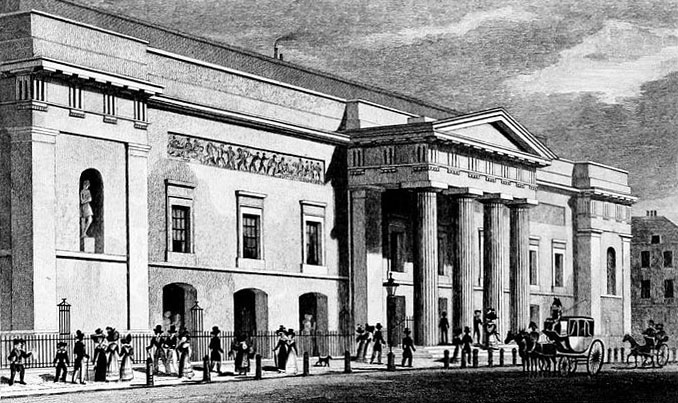
再建されたコベントガーデン劇場、1828年、後にロイヤル・オペラハウスと改名された。グリマルディはこの劇場との長い協力を1806年に始めた

1806年、グリマルディはフィンチリーのコテージをセカンドハウスとして購入し、劇場シーズンの合間はそこで過ごした。ダブリンのアストリーズ劇場と、トマス・ディブディンとその兄弟チャールズの戯曲に出演する契約をした。ディブディン兄弟がこの劇場を借りたが、大がかりな修繕を必要としていた。その結果、観客数が少なく、興行面での実入りが少なかった。グリマルディは劇場の改修のために給与を寄付した。ディブディンの劇団はグリマルディと共に近くのクロウ通り劇場に移り、アストリーの支援で慈善音楽会を開催した。その後2作を上演し、ロンドンに戻った。
サドラーズ・ウェルズでのイースター・シーズンは『ハーレクインと40人の処女』で始まり、シーズン一杯続いた。グリマルディは『私と私のネッディ』を歌い、自分にとっても劇場にとっても大成功だった。大きな期待の中で、1806年10月9日、コベントガーデン劇場に登場し、トマス・ディブディンの『バレンタインとオルソン』ではバレンタインを演じたチャールズ・ファーリーの相手役としてオルソンを演じた。オルソンの役は肉体的にも心理的にもグリマルディの経験を最も必要としていると考え、地方公演でも熱心にその役を演じた。
おそらくグリマルディのパントマイムで最高の演技は、トマス・ディブディンの『ハーレクインとマザー・グース; あるいは金の卵』であり、1806年12月29日にコベントガーデン劇場で開演された。パントマイムの大半と同様に二役を演じており、このときは裕福だがかんに障り、奇人の女たらし「ビューグル」をまず演じ、ハーレクインに変わった後は道化（クラウン）を演じた。『マザー・グース』はロンドンの観衆に大受けし、2万ポンドという規格外の利益を上げた。2年間で111回公演され、当時のロンドン演劇界の記録となった。しかしグリマルディはこの演技が自分の経歴の中では最悪のものと考え、落ち込んだ。批評家は違った見方をし、このパントマイムの成功をグリマルディの演技による功績と見なした。「ヨーロピアン・マガジン」のある批評家は「我々はこの数年間、これより魅力的なパントマイムを見ていなかった。機械装置の多様性や創意工夫を考えるか、ハーレクイン、クラウン、パンタロンの思いつき、ユーモア、機敏さを見るかである」と記していた。ケンブルはグリマルディが「その芸術の偉大な達人であることを証明した」と述べ、一方女優のドロシー・ジョーダンは彼を「天才...今だ誰も到達していない」と呼んだ The production regularly played to packed audiences.。

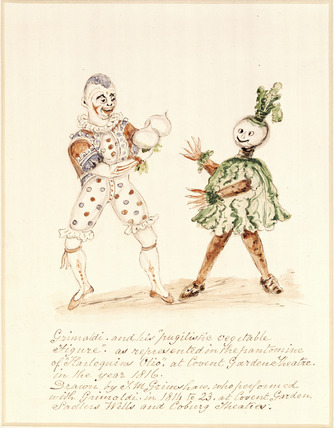
「ボクシングをする野菜」を演じる役者の相手をするグリマルディのクラウン、1816年、コベントガーデン劇場

1808年9月、コベントガーデンが火事になり、『マザー・グース』の舞台装置の多くが破壊された。公演はヘイマーケット劇場に移され、終演まで続けられた。ケンブルとハリスがコベントガーデンのために資金を集めて改修する一方で、グリマルディはマンチェスターやリバプールで地方公演を行った。コベントガーデンは1809年12月に再度オープンされ、『マザー・グース』が復活した。再建のために要した資金を回収するために、ケンブルが入場料を値上げしたので、観衆は2か月間以上もこれに激しく抵抗した。経営陣は旧料金に戻さざるを得なかった。1809年から1810年にかけて、グリマルディが出演したのは『ドン・ジュアン』のスカラムーシュであり、また『空中の城』では道化を演じた。1810年後半、その義妹の支援のための慈善公演で、バーミンガムで公演した。翌年、サドラーズ・ウェルズでチャールズ・ディブディンのマントマイム『めちゃくちゃ、あるいはハーレクイン・プライム』で、初めて「ティッピティウィチェット」の役を歌った。それは最も人気の出た歌の1つになった。
1812年までに、グリマルディは役者として成功していたものの、妻が異常な浪費家であり、経理担当は多額の金をくすね、牧歌的な生活様式を維持しようとしたことや息子のJSの私学教育資金など費用が嵩んだことで、破産に近い状態だった。財政の歪みのために、出来る限り多くの地方公演を受け入れるようになった。同年、チェルトナムに旅し、『ドン・ジュアン』の再演で再びスカラムーシュを演じた。その近くのグロスターのディナーパーティの席で、劇に使われた詩の作者、詩人のバイロン卿と会った。バイロンは有名な道化役に会うことに畏まっており、「このように希で豊かな才能に恵まれた人と知り合いになるのは、大きく限りない満足だ」と感じていると語った。グリマルディはロンドンに戻り、コベントガーデンのクリスマス・パントマイム『ハーレクインと赤い小人; あるいは極めて固い岩』でロナベリアナ女王を演じて大成功した。その後グリマルディは「デイム」（男性が演じる中年女性）を演じることが多くなっていった。
サドラーズ・ウェルズは1814年4月にシーズンの幕を開け、グリマルディは数ある中でも『カロック; あるいは海賊の奴隷』に出演した。この年、サドラーズ・ウェルズで『ロビンソン・クルーソー』の主役を演じ、息子のJSが従僕フライディとして舞台デビューを果たした。同年のサドラーズ・ウェルズで上演された他のパントマイムとして、『話をする鳥』の道化役があった。他にサリー劇場とコベントガーデン劇場の公演でも道化役を演じ、大変なスケジュールとなった。1814年後半、サドラーズ・ウェルズで『ドン・ジュアン』再演の主役を演じ、息子のJSはスカラムーシュ役で2回目の舞台に立った。その興行収入は異常なくらい大きく、グリマルディはその心の中で、息子は自分の跡を継げると考えるようになった。この年の終わり近くに2つの挫折があった。病気のために家に数か月間引きこもることになり、12月には友人で庇護者かつ元義父だったリチャード・ヒューズが死んだからだった。1815年初期、グリマルディと息子は、『ハーレクインとフォーチュニオ; あるいはシン・ムーとサン・トン』で親子の道化役を演じた。
1815年、グリマルディとトマス・ディブディンの関係に歪みが生じた。サドラーズ・ウェルズの支配人であるディブディンは、グリマルディが地方公演で数か月間留守にするという要請を断った。ディブディンは、芸人の振る舞いを規制するために設けられた機関であるサドラーズ・ウェルズ公正裁判所の首席判事および財務官として、グリマルディがその地位で示した寛容な態度が気に入らなかった。グリマルディは1815年に短期間サドラーズ・ウェルズを離れ、北部の地方劇場回りを行った。夏の間にジャック・ボローニャと共に56回の公演を行い、1,743ポンドを稼いだ。これはサドラーズ・ウェルズで稼ぐよりも遙かに多かった。ディブディンは苦慮しており、グリマルディは地方公演後に、サドラーズ・ウェルズでの問題を魅力的契約の交渉材料に使った。ディブディンは給与の増額に同意したが、グリマルディのその他の要求には苛立ち、最終的には道化の役目をあまり知られていなかったシニョール・パウロに渡した。

### その後の経歴
1815年、グリマルディはコベントガーデンで『ハーレクインとオークの精; あるいはベスナルグリーンの盲目乞食』で道化を演じ、続いてクリスマス・パントマイム『ロビンソン・クルーソー; あるいは大胆な海賊』ではフライディを演じた。主役はチャールズ・ファーリーだった。1818年にはスコットランド、マンチェスター、リバプールへ利益になるが、しかし極限までつかれさせる旅公演を行った。2度転倒したことからくる痛みが残り、2回目のときは短期間歩くことも出来なかった。グリマルディと妻のメアリーはイズリントンのイクスマス・マーケット56に転居し、傷から快復した後に息子と旅に出た。
1819年のイースター公演では、『話をする鳥、あるいはペリゼイド・コロンバイン』が上演され、グリマルディはおそらく最も良く知られた歌『熱いコドリン』を披露した。これは観衆参加型の歌であり、炙ったリンゴの売り手がロンドンの通りを歩く間にジンに酔っぱらってしまう様子を歌ったものであり。職業に関する歌は1800年代の舞台で人気が高かった。グリマルディはリンゴ売りの役柄についてロンドンの通りを歩きながら実際の物売りの様子を観察して、そのヒントを求めた。
サドラーズ・ウェルズでシニョール・パウロが成功したにも拘わらず、劇場の大株主だったリチャード・ヒューズの未亡人ルーシーは、グリマルディが戻ってくるのを切望した。グリマルディは劇場株の8分の1を買い取り、道化のままであり、週給12ギニー（1ギニー＝21シリング）を受け取るという条件に合意した。ルーシーもこの条件に合意し、1818年イースター・パントマイム『カラバス侯爵; あるいは長靴の猫ちゃん』ではグリマルディキャットの役割を演じた。この公演は大惨事となり、一晩で閉演となった。グリマルディは、即興のジョーク（小道具のネズミを食べる）が観衆を憤慨させ、2人の女性が観客席で戦うことになった後、舞台からブーイングで追い出された。観衆はグリマルディの弱々しい演技にも怒っていた。グリマルディは後に、このときがその経歴凋落の始まりだったと感じた。ディブディンはその年にサドラーズ・ウェルズを去った。その運命は急速に悪い方に変化していた。債務者監獄で暫く過ごすことにもなった。グリマルディの劇団経営者としてのデビューも失敗だった。グリマルディの唯一主催したパントマイム『運命; あるいはハーレクインの神聖なる日』では、ジャック・ボローニャ、メアリー、JS、およびボローニャの妻ルイザが全キャストだったが、劇団運営に必要な作業量を過小評価しており、管理のストレスが既に急速に弱り始めていた体力をさらに悪化させた。
サドラーズ・ウェルズの株が売却され、グリマルディの持ち分はダニエル・イーガートンに行った。イーガートンはグリマルディを支配下に留めて置きたかったが、他の劇場への貸し出しを提案した。グリマルディはこの条件での契約を断り、その代わりにJSと共にアイルランドでの公演幾つかに出演した。1820年のイースター公演では、ロイヤル・オペラハウス、すなわちコベントガーデンで、『ハーレクインとシンデレラ; あるいは小さなガラスのスリッパ』に出演した。主役のバロン・ポンポシーニの妻の役を演じた。ポンポシーニの役はおそらくパントマイムにおける中年女役の走りだった。1820年後半はグリマルディの健康が悪化し、度々神経衰弱、胃痙攣、息切れ、さらに重いリウマチ性疼痛に襲われた。しかしこれら病気も演技したいという願望を妨げなかった。その年9月にはコベントガーデンで、『アラディン』のカスラックを演じ、続いてクリスマス・パントマイム『ハーレクインと修道士ベーコン』は特に成功を収めた。
1821年5月、『ウンディーネ; あるいは水の精』公演の後で倒れた。医者は「早老」だと診断した。JSが父の代役となり、残りの公演を完了させた。JSは公式の代役として活動しており、『ハーレクインとマザー・バンチ; あるいは黄色い小人』など父の出演契約の多くを満たした。この『黄色い小人』では、観衆の野次りに対して脅し暴言を吐いてスキャンダルを起こした。1820年代初期、グリマルディは短期間快復し、コバーグ劇場と6週間の契約をした。まず『サルマガンディ; あるいは道化の料理づくし』に道化役として出演した。このパントマイムは1週間で終わり、その後には『中国の論争; あるいはハーレクインとホン商人』が上演された。どちらも成功だったが、グリマルディは2つめの演目の半ばで病気に倒れた。
1822年、グリマルディは健康がおもはしくないままチェルトナムに旅し、『ハーレクインとオグレス; あるいは眠れる森の美女』で他の俳優が契約したクラウンの役を演じた。グリマルディの健康が急速に悪化していたために、リハーサルは短時間で打ち切られたが、批評家はその公演を称賛した。

### 晩年と死
1823年、健康悪化の結果として舞台から引退した。道化として長年肉体を酷使した結果として関節に負荷を与えてきており、しばしば息切れさせる呼吸器疾患に罹っていた。
「タイムズ」紙は1813年に既に次のように記していた。

グリマルディは想像できる全ての道化の中で最も根気強いものであり、人の頭や肌がそのやろうとしている荒い酷使に耐えられるとは全くの驚きである。そこそこの高さから本当に転落し、数え切れないほど蹴られ、ひっきりなしに殴られるのがいつものことであり、翌日の夜の試練のために毎夜肉体を快復させることになった

公式には引退したが、1824年までドルーリーレーンから以前の給与の半分は受け取っていた。その支給が止まってから間もなく、多くの発想がまずい事業に失敗し、また地方の稼ぎの管理を人に任せて欺かれたために、貧窮に陥った。体に障害を抱えているにも拘わらず、クリスマス・パントマイムではカメオ出演を提案した。ボローニャと共に短期間サドラーズ・ウェルズに登場し、パントマイム役者のウィリアム・ペインに演技指導した。ペインは後にペイン・ブラザーズの父になった。リチャード・ブリンズリー・シェリダンの名前元となったリチャード・ブリンズリー・ピークのために働き始めた。ピークはイングリッシュ・オペラハウスの劇作家だった。グリマルディと息子のJSを『サルの島』の配役に雇った。しかしグリマルディの健康が更に悪化し、開演前に諦めざるを得なくなり、出演シーンはカットされた。その経歴の早すぎた終わりと、金の心配、さらに息子の将来の不確かさもあって、次第にふさぎ込むようになった。その状態を軽くするためにしばしばジョークの種にした。「私は夜に貴方を笑わせるが、日中はいつも微笑んでいる（Grim-all-day）」というようなものだった。1828年、グリマルディのために2回の「さよなら」慈善公演が行われた。最初のサドラーズ・ウェルズ公演では、トマス・ディブディンのメロドラマ『シックス達; あるいは悪魔』で、ドイツ兵で飲んだくれ水兵のホックを演じた。観衆は2,000人が集まった。長時間立って居ることもできなかったが、JSとデュエットを歌い、最後は『マザー・グース』の場面で締めた。最後のさよなら公演は1828年6月27日にドルーリーレーンで行われた。1828年から1836年、グリマルディは慈善公演に頼り、失われた収入を補っていた。

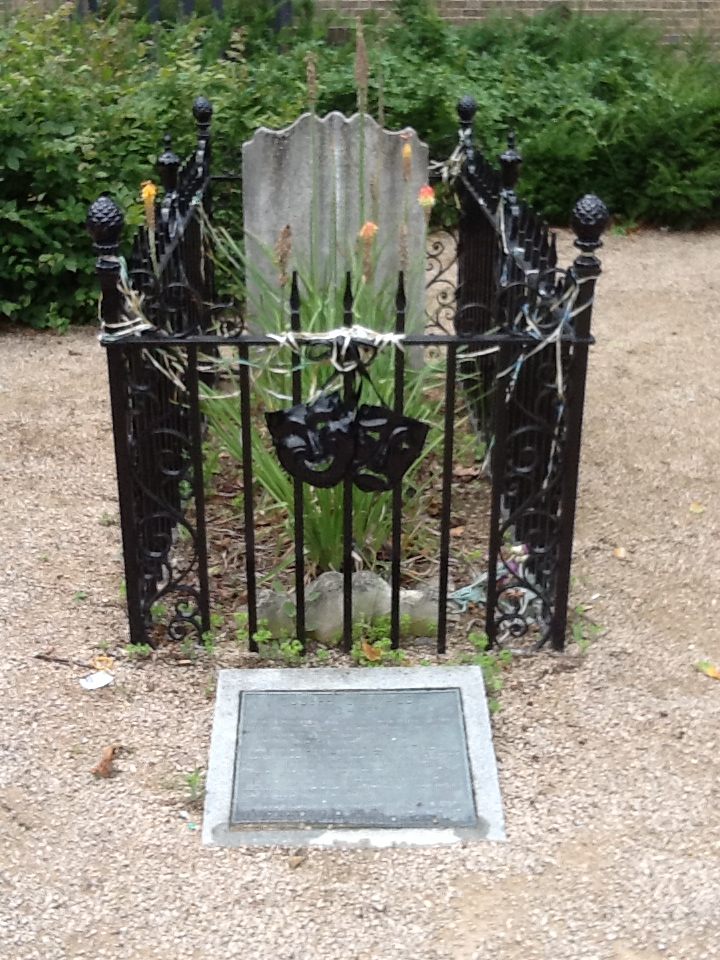
グリマルディの墓、ペントンビルのセントジェイムズ教会墓地

1820年代初期に、グリマルディと息子の関係が捻れるようになった。父の演技を真似して経歴を積んできたJSは、道化として好意的な評価を受けたが、その成功も常に父の影に隠れた形になっていた。次第に父に不満を持ち、公衆の面前では父との交流を避けるようになった。アルコール依存となり、そのうち頼りにならなくなっていった。1823年、両親と疎遠になり、その後の4年間では偶にしか会うこともなくなり、両親を避ける方向に進み始めた。手紙を通じてのみ対話があり、グリマルディはしばしば金の無心の手紙を送っていた。JSは「私は今困難な状況にあるが、私が1シリングを持って居れば、貴方に半分を渡そう」と書いたことがあった。しかし、父に金を送った記録は残っていない。JSは1827年にやっと家に戻った。グリマルディがある夜に目覚めると息子が通りに立っており、熱があり、やせこけ、みすぼらしい態をしていた。
JSは、何度かクリスマス・パントマイムや慈善興行に出演した後で失業し、暫くは債務者刑務所に収監された。アルコール依存症も進んでいた。1832年、グリマルディと妻および息子はウーリッジに移転したが、JSは家に売春婦を連れ帰ったり、飲み仲間と家の中で喧嘩したりして、両親の世話を悪用することが多かった。その年後半には家を出て行き、1832年12月11日に寄宿先で死んだ。30歳だった。グリマルディはほとんど歩行が不自由になり、メアリーはJSが死ぬ前に発作を起こす日もあり、二人は心中の約束をした。一緒に毒をあおったが、その結果は胃痛が続いただけだった。その失敗に当惑して心中の考えを捨てた。
1834年、メアリーが亡くなり、グリマルディはイズリントンのサザンプトン通り33に引っ越し、そこで最後の数年間を独りで、鬱ぎ込んだアルコール依存者として過ごすことになった。1837年5月31日、グリマルディは胸を締め付けられる痛みを訴えたが、土地の宿屋である「マーキス・コーンウォリス」に入れるだけ快復し、そこで仲間のパトロンを歓待して愉快な夜を過ごし、飲み過ぎることになった。その夜家に戻り、翌朝家政婦にベッドで死んでいるのを発見された。検死官は「神の訪問によって死んだ」と記録した。1837年6月5日、グリマルディはペントンビルのセントジェイムズ教会墓地に埋葬された。その墓所と周辺は、後にジョセフ・グリマルディ公園と名付けられた。

## 遺産と評価

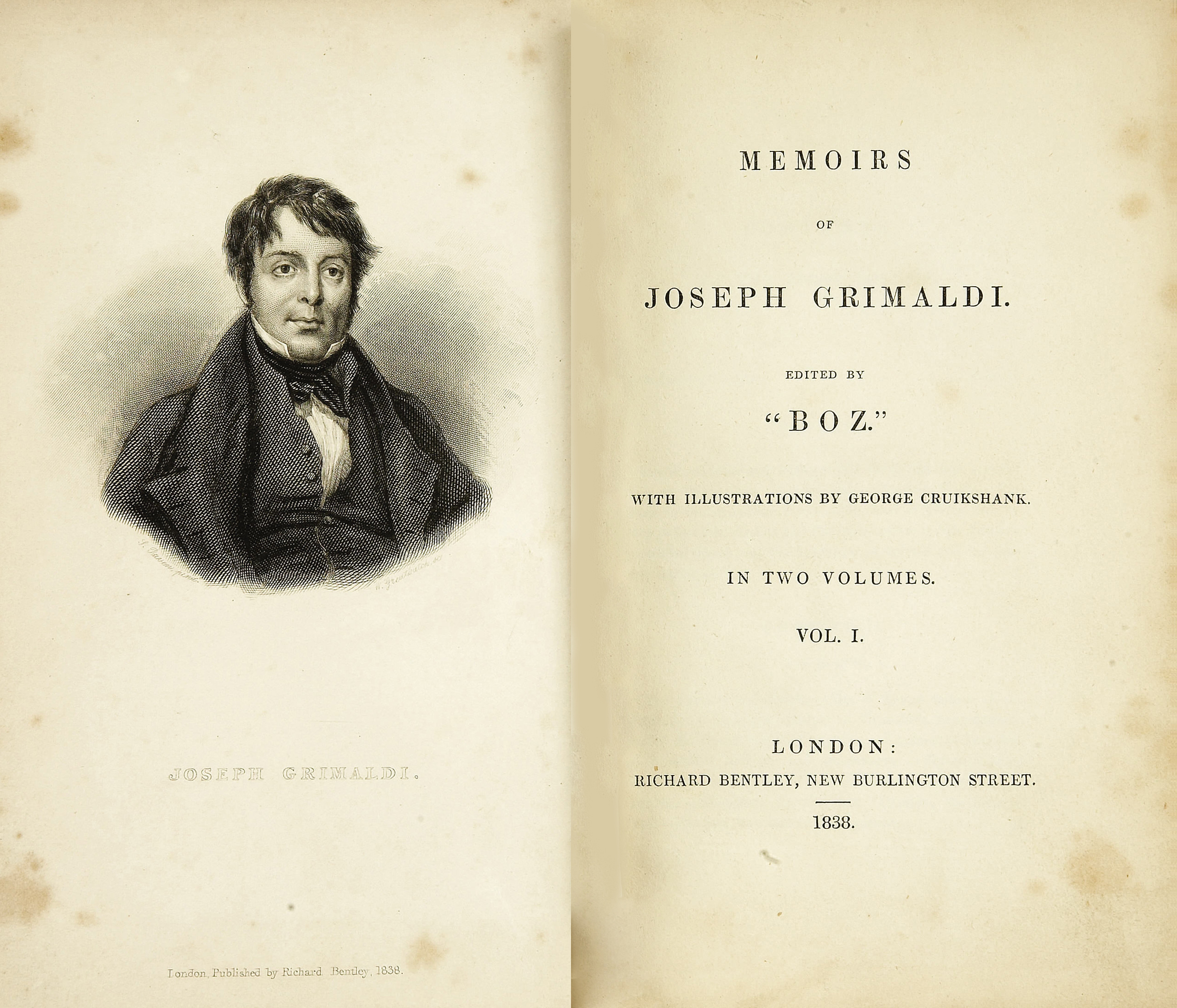
グリマルディの『備忘録』、チャールズ・ディケンズが編集

グリマルディの死後、出版者のリチャード・ベントレーがチャールズ・ディケンズを呼び、トマス・イーガートン・ウィルクスが不器用に書いたグリマルディの伝記を書き直すよう求めた。その伝記は本人のメモに基づいていた。ディケンズは子供時代の1820年に、ロチェスターのスター劇場でグリマルディの演技を見ていた。ディケンズが驚いたことに、『ジョセフ・グリマルディの備忘録』は売れ行きが良かった。
グリマルディは「当時のイギリスでも最も人気のあるエンタテナーに容易に」なった。その名声は主にパントマイムにおける道化を多く演じて成功したことで確立された。その道化は当時のイギリスでの生活の多くの面を風刺し、流行における愚かさを茶化した。グリマルディは直ぐにロンドンでは最も有名な道化になり、次第に道化の性格をへまをする田舎っぺからハーレクインで最も重要な配役に変え、さらにはハーレクインをも凌いだ。道化の役割を、ライバルの求婚者から家庭の料理人や子守りまで、幅広い喜劇的役作りを含むように拡大した。グリマルディの人気は夜の娯楽のバランスを変化させたので、初めに比較的真面目なパントマイムの一部が直ぐに「ハーレクインものの配役に変身していく役柄を決定づける序文を超えたもの」に落ちていった。ハーレクインものでは圧倒的な存在だったので、後の道化は「ジョーイ」と呼ばれ、この言葉がそのメーキャップとともに、他のタイプの道化にも普及していくようになった。
『ベントレーの雑録』に寄稿したある者が1846年に「彼を見たことが無かった者には、言葉を並べても無意味である。見たことのある者には、彼に感謝するにも褒め言葉が出てこない。それ故に頭を振って『あー！　グリマルディを見るべきだった』と言うことになる。」と記していた。イギリスの劇作家ジェイムズ・プランシェは、グリマルディの死で1つのジャンルが終わりになることを心配し、「パントマイムの最良の日が逃げていく。グリマルディ、バーンズ、ボローニャが死んだ！」と記した。ヴィクトリア&アルバート博物館と俳優のサイモン・キャロウはどちらも、他の道化はグリマルディの名声レベルに達していないと結論づけている。1955年にグリマルディの伝記を著したリチャード・ファインドレイターは、「ここに道化のジョーイがいる。その名前を踏襲した1万人のジョーイの初めの者だ。ここにイギリスの笑いの天才が居り、彼が君臨したサドラーズ・ウェルズとコベントガーデンの舞台の華麗な休日を飾った。...（グリマルディは）その人生で概してイギリスの演劇界では最も面白く、最も愛された男だと言われている」とコメントした。後の伝記作者アンドリュー・マコーネル・ストットは、「ジョーイは喜劇の役柄として最初の偉大な実験であり、道化の強調するところをトリックやへまから性格付け、風刺および全的な人格にまで転換することで、そのユーモアがまず始まり強い一体感から最前面に立つ後の喜劇役者全ての精神的父として、自ら確立した。」と記した。
今日でも、ハックニー・ロンドン特別区にあるホリー・トリニティ教会で、毎年2月の第1日曜日にグリマルディの記念行事が開催され、その記憶が留められている。この行事は1940年代から開催されており、世界中の道化役者数百人が道化の衣装に身を包んで出席している。

## 原註と脚注
原註
1. ↑  ジョバンニの罪状に関する記録は無い
2. ↑  ジュセッペは1710年から1716年の間に、フランスかジェノアで生まれた。母はダンサーのキャサリン・グリマルディであり、1773年に死んだ[7]
3. ↑  レベッカの父ザカライア・ブルッカーはブルームズベリーで食肉処理場を経営する肉屋だった。レベッカには俳優を奨励し、ロンドンの様々な劇場で端役を引き受けさせていた[10]
4. ↑  ジュセッペは1786年頃にレベッカとの間に3人目の男の子ウィリアムをもうけた。ウィリアムとジョセフ、さらに別の女性との間の娘キャサリンが1789年のクリスマス・パントマイムに揃って出演しており、「3人の若いグリマルディ」と呼ばれた[14]
5. ↑  演劇で動物の役を演じる子供は「スキニング」あるいは「スキンワーク」と呼ばれた。これは圧倒的に男性の役であり、少女は妖精や木の役を演じた[28]
6. ↑  ジョン・バティストは1804年のある夜にグリマルディを訪問した。グリマルディは公演の半ばにあった。公演を終えて楽屋に戻ったが、そのときジョンは居なくなっていた。ジョンは戻らなかった。家族はジョンがその夜に強盗に入って殺されたと考えたが、イギリス海軍の当局はジョンが強制徴募された可能性があると言っていた[36]
7. ↑  音楽は、ルドルフ・クロイツァーとルイジ・シェルビニによる同名で別のオペラから採られ、スティーブン・ストレイスが追加した[45]
8. ↑  ダンサーや道化のような役者は加入の対象外とされていた。グリマルディは入会を認められた数少ないパントマイム役者だった[52]
9. ↑  JS は学校の成績が優秀だった。フォードのアカデミーを出た後、ペントンビルの私立学校に進んだ[77]
10. ↑   このコテージは1908年に解体され、フィンチリー記念病院を造ることになった[92][93]
11. ↑  この劇の冒頭4場は、当時の人物をパロディ化した人物がマザー・グースと金の卵を探す話を中心に据えている。金の卵が見つかると、登場人物はハーレクインのものに変身し、その後に15場が続き、大団円となる。音楽が全場面を強調しており、台詞は無い[100]。この演目はきらびやかな場面が多く、また大いに活力があるので、グリマルディが得意とするスタイルだった[101]
12. ↑   この歌の正式な題は『ティッピティウィチェット、あるいはパントマイムの発作』であり[2]、翌年には『ドン・ジュアン』でも歌われた[113]
13. ↑  1813年の他の演目として、2月のコミック・バーレッタ『貧しいバルカン』があり、続いて『アラディン』では中国人奴隷を演じた。7月初めの慈善公演では、『5マイル離れて』、『愛、法と医術』、および『ハーレクインと赤い小人』再演という3つの喜劇を上演した。ドルーリーレーンの経営層は7月のシーズン終わりに、コベントガーデンで『ロビンソン・クルーソーと従僕フライディ』を演じる許可を出した[117]。コベントガーデンは9月に再開し、『ハーレクインと白鳥; あるいは美の浴場』が1813年クリスマス・パントマイムとなり、翌年4月まで上演された。その後は『サダクとカラスレイド』が続き、グリマルディは奴隷のハサンを演じた[118]
14. ↑  『ハーレクインとフォーチュニオ; あるいはシン・ムーとサン・トン』は、マリア・デ・カンプが男役を演じたプリンシパル・ボーイ（男役を演じる主演女優）となるものの、初期バリエーションとして知られる最初のパントマイムである。 プリンシパル・ボーイの役はその後も4、50年間は通常のパントマイム配役とならなかった[122]
15. ↑  劇団の規則は全国的に採用され、活発に強制されることが多かった。サドラーズ・ウェルズでは、酔っぱらい、罵り合い、口論、衣装室からの衣類の盗み、および窓を割ることが全て禁止された。芸人同志は舞台以外で会話することを許されず、女性の芸人はアンコールに出ることも許されなかった[123]
16. ↑  『熱いコドリン』はジョン・ウィテカーが作曲した[131]、歌詞はチャールズ・ディブディンの作詞だった[132]。グリマルディがこの歌を「ちっちゃな老婦人、その生活はコドリンを売ってなりたつ。熱い、熱い、熱い...彼女のコドリンは熱いが、自分は寒く感じた。それで温かくするために、自分で味わっても罪にはならないと考えた、4分の1の」と歌う[130][133]。このとき観衆がはしゃいで最後の言葉である「ジン」と叫ぶ。するとグリマルディはショックを受けた調子で「おー、恥を知れ！」と観衆を叱る[100]。そこで観衆は歌の繰り返し部分に加わり、「リ・トル・イディ・イディ・イディ、リ・トル・イディ・イディ、リ・トル・レイ」と歌う[132]。『熱いコドリン』は現在も道化役が歌っており、劇やパントマイムの大衆参加型の場で歌われることが多い[130]
17. ↑  JSはその有名な父から独り立ちしたいという願望があり、繰り返された地方公演の間に強くなっていた。観衆に暴言を吐いたことは、その父の評判から逃れて人格を確立させる試みであった可能性がある[143]
18. ↑  チェルトナム・スパはその治癒力とされるもので有名だった。 病気ながらもグリマルディが出演したのにはこの要素があった。ここを訪問し公演の合間も定期的に鉱泉を飲んでいた[145]
19. ↑  ジョン・フォスターはディケンズがグリマルディ本人を見ていなかったに違いないという告発に答えた、未公刊の手紙を引用している。「さて、紳士諸君、1819年と1820年の暗黒時代に、クリスマス・パントマイムのすばらしさとジョーのユーモアを見るには、遙か離れた土地で私は育っていたが、彼の栄誉のために、非常に大人びた動作で手を叩いたと教えられた。またずっと後の1823年には彼の演技を見てすらいたが、...グリマルディが舞台を離れたときに、それなりの年齢に達していなかったと喜んで認める。」[175]  1842年にディケンズが初めてアメリカに渡ったとき、アメリカの「パイオニア的ファーストクラスのホテル」であるトレモント・ハウスに泊まった。ディケンズは、「トレモントのロビーに跳び込むと、『さあ、来たぞ！』と叫んだ。これはグリマルディの有名なキャッチフレーズであり、かの偉大で慈しまれたエンタテナーに全的にふさわしく、彼の新しいステージに入らせたことを表現していた」"[58]  後にディケンズは何度かグリマルディの道化を模倣したことが知られている[176]

脚注
1. 1 2  Byrne, Eugene. "The patient", Historyextra.com, 13 April 2012
2. 1 2 3 4 5 6 7 8 9  Moody, Jane. "Grimaldi, Joseph", Oxford Dictionary of National Biography, Oxford University Press, accessed 13 February 2012 (要購読契約)
3. ↑  "Scraps from New Books and Periodicals", Sheffield Independent, 8 February 1879, p. 10
4. ↑  McConnell Stott, p. 9
5. 1 2  McConnell Stott, pp. 7–9
6. ↑  McConnell Stott, p. 10
7. ↑  McConnell Stott, pp. 10 and 12
8. ↑  Arundell, p. 31
9. ↑  Findlater, p. 15
10. 1 2  McConnell Stott, p. 19
11. 1 2  Grimaldi (Boz edition), p. 6
12. 1 2  McConnell Stott, p. 20
13. ↑  McConnell Stott, p. 21
14. 1 2 3 4  McConnell Stott, p. 22
15. ↑  McConnell Stott, p. 56
16. 1 2 3  McConnell Stott, p. 28
17. ↑  McConnell Stott, pp. 45–46
18. ↑  McConnell Stott, p. 30
19. 1 2  McConnell Stott, p. 31
20. ↑  Findlater, p. 18
21. ↑  Findlater, pp. 14–17
22. ↑  McConnell Stott, pp. 38–39
23. ↑  Findlater, p. 20
24. ↑  McConnell Stott, p. 48
25. ↑  McConnell Scott, p. 42
26. ↑  "Son of Signor – Top Drury Lane Draw", Gazetteer,  10 April 1794, p. 18
27. ↑  Findlater, p. 21
28. ↑  Findlater, p. 22
29. ↑  Grimaldi (Boz edition), p. 37
30. ↑  McConnell Stott, p. 47
31. ↑  McConnell Stott, p. 53
32. 1 2 3 4  Neville, p. 6
33. 1 2  Findlater, p. 41
34. 1 2  McConnell Stott, p. 58
35. ↑  McConnell Stott, pp. 58–59
36. ↑  McConnell Stott, pp. 127–29
37. ↑  Findlater, pp. 53–56
38. ↑  Findlater, p. 46
39. ↑  Findlater, p. 51
40. ↑  McConnell Stott, p. 64
41. ↑  McConnell Stott, p. 68
42. ↑  Thomson, p. 310
43. ↑  Findlater, p. 56
44. ↑  Findlater, pp. 59–60
45. ↑  Girdham, Jane. Lodoiska in New Grove Dictionary of Opera,  Stanley Sadie (ed.) 1992, pp. 1303–04
46. ↑  Findlater, p. 69
47. ↑  Findlater, p. 60
48. 1 2 3 4 5 6  Neville, p. 7
49. ↑  Findlater, p. 67
50. ↑  Thornbury, p. 280
51. ↑  Findlater, pp. 68–69
52. 1 2  Findlater, p. 68
53. ↑  Findlater, p. 76
54. ↑  McConnell Stott, p. 101
55. ↑  Findlater, pp. 80–81
56. ↑  Findlater, pp. 82–83
57. ↑  Partridge, p. 188
58. 1 2  Slater, p. 178
59. 1 2  "Grimaldi the Clown"[リンク切れ], Victoria and Albert Museum website, accessed 10 September 2012
60. ↑  Findlater, p. 85
61. ↑  Grimaldi (Boz edition), p. 88
62. ↑  Grimaldi (Boz edition), p. 90
63. ↑  Grimaldi (Boz edition), p. 91
64. ↑  Neville, p. 28
65. ↑  McConnell Stott, pp. 105–06
66. ↑  London Metropolitan Archives, Saint Pancras Parish Church, Register of marriages, P90/PAN1, Item 055
67. ↑  Findlater, p. 84
68. ↑  Grimaldi (Boz edition), p. 94
69. ↑  Findlater, pp. 83–88
70. ↑  McConnell Stott, p. 113
71. ↑  McConnell Stott, pp. 117–18
72. ↑  Findlater, pp. 89–90
73. ↑  "Truely affecting", The Times, 21 August 1802, p. 6
74. ↑  "Mr Grimaldi and Mr Bologna at Easter", Morning Chronicle, 31 August 1802, p. 11
75. ↑  McConnell Stott, p. 153
76. ↑  Findlater, pp. 123–24
77. ↑  McConnell Stott, p. 246
78. ↑  McConnell Stott, p. 121
79. ↑  McConnell Stott, p. 123
80. ↑  Findlater, p. 92
81. ↑  Grimaldi (Boz edition), p. 97
82. ↑  Findlater, pp. 94–95
83. ↑  McConnell Stott, p. 144
84. ↑  Findlater, p. 95
85. 1 2  Grimaldi (Boz edition), p. 114
86. ↑  Grimaldi (Boz edition), p. 115
87. ↑  Grimaldi (Boz edition), p. 116
88. ↑  Grimaldi (Boz edition), pp. 117–19
89. ↑  McConnell Stott, pp. 144–45
90. ↑  McConnell Stott, p. 146
91. ↑  Grimaldi (Boz edition), p. 154
92. ↑  "Finchley, Friern Barnet and Totteridge" Archived 2012年11月1日, at the Wayback Machine., London Borough of Barnet Council, accessed 20 June 2012
93. ↑  "Near here at Fallow Corner stood the home of Joseph Grimaldi actor and famous clown (1779–1837)", Open Plaques.org, accessed 20 June 2012
94. ↑  Grimaldi (Boz edition), p. 119
95. ↑  Grimaldi (Boz edition), pp. 119–20
96. ↑  Grimaldi (Boz edition), p. 122
97. ↑  Grimaldi (Boz edition), p. 126
98. ↑  Grimaldi (Boz edition), p. 127
99. ↑  McConnell Stott, pp. 171–73
100. 1 2 3 4  Ellacott, Nigel and Peter Robbins. "Joseph Grimaldi", Its-behind-you.com, 2002, accessed 9 December 2012
101. ↑  McConnell Stott, p. 174
102. ↑  Mayer, p. 16
103. ↑  Grimaldi (Boz edition), p. 129
104. ↑  McConnell Stott, p. 200
105. ↑  "We Have Not for Several Years", European Magazine, vol. 51, January 1807, p. 54
106. ↑  Boaden, p. 500
107. ↑  Boaden, p. 201
108. ↑  McConnell Stott, pp. 199–200
109. ↑  McConnell Stott, p. 203
110. ↑  McConnell Stott, pp. 206–07
111. ↑  McConnell Stott, p. 209
112. ↑  McConnell Stott, p. 211
113. ↑  Neville, p. 59
114. ↑  McConnell Stott, p. 230
115. ↑  Grimaldi (Boz edition), pp. 178–79
116. ↑  Grimaldi (Boz edition), p. 180
117. ↑  Grimaldi (Boz edition), pp. 184–85
118. 1 2  Grimaldi (Boz edition), p. 186
119. ↑  Grimaldi (Boz edition), pp. 188–89
120. 1 2  McConnell Stott, p. 254
121. ↑  Grimaldi (Boz edition), p. 187
122. 1 2  McConnell Stott, p. 247
123. 1 2  McConnell Stott, pp. 236–37
124. ↑  McConnell Stott, p. 248
125. ↑  McConnell Stott, pp. 238–39
126. ↑  Grimaldi (Boz edition), p. 193
127. ↑  McConnell Stott, pp. 242–43
128. ↑  Grimaldi, Joseph (1778–1837), English Heritage, accessed 20 June 2012
129. ↑  McConnell Stott, p. 245
130. 1 2 3  Findlater, p. 139
131. ↑  Sadler's Wells Introduction, Islington Borough Council, accessed 22 September 2012
132. 1 2  McConnell Stott, p. 389
133. ↑  McConnell Stott, p. 251
134. ↑  Anthony, p. 101
135. ↑  McConnell Stott, pp. 249–50
136. ↑  McConnell Stott, p. 250
137. ↑  McConnell Stott, pp. 251–52
138. ↑  McConnell Stott, p. 253
139. ↑  "The origin of popular pantomime stories", Victoria and Albert Museum website, accessed 10 February 2013
140. ↑  McConnell Stott, p. 252
141. ↑  Grimaldi (Boz edition), pp. 254–55
142. ↑  McConnell Stott, p. 255
143. ↑  McConnell Stott, p. 256
144. ↑  McConnell Stott, pp. 257–60
145. 1 2  McConnell Stott, pp. 264–65
146. ↑  "Death of Grimaldi", Westmorland Gazette, 10 June 1837, p. 4
147. ↑  The Times, January 5, 1813, p. 3, Issue 8802
148. ↑  McConnell Stott, pp. 230–31
149. ↑  Boase, G. C. Payne, William Henry Schofield (1803–1878)", Oxford Dictionary of National Biography, Oxford University Press, 2004, accessed 29 November 2012
150. ↑  Stephens, John Russell. "Peake, Richard Brinsley (1792–1847)", Oxford Dictionary of National Biography, Oxford University Press, 2004, accessed 28 April 2011
151. ↑  McConnell Stott, p. 272–273
152. ↑  Grimaldi (Boz edition), p. 13
153. ↑  Findlater, p. 195
154. ↑  Findlater, pp. 195–96
155. ↑  Grimaldi (Boz edition), pp. 231–33
156. ↑  McConnell Stott, p. 294 and 309
157. 1 2  McConnell Stott, p. 274
158. ↑  McConnell Stott, p. 122
159. ↑  Dickens, Memoirs, p. 266, quoted in McConnell Stott, p. 278
160. ↑  McConnell Stott, p. 280
161. ↑  McConnell Stott, pp. 293, 295 and 298
162. ↑  McConnell Stott, pp. 298–99
163. ↑  McConnell Stott, pp. 273–74
164. ↑  Grimaldi (Boz edition), pp. 250–51
165. ↑  McConnell Stott, p. 303
166. 1 2  McConnell Stott, pp. 307–08
167. 1 2  Neville, p. 63
168. ↑  McConnell Stott, pp. 309–12
169. ↑  "Coroner's Inquest on Joseph Grimaldi The Celebrated Clown", Morning Post, 3 June 1837, p. 4
170. ↑  "The Tragic Life of Grimaldi", The Age, 17 June 1959, p. 22
171. ↑  "Coroner's Inquest On Joseph Grimaldi", London Standard, 3 June 1837, p. 3
172. ↑  McConnell Stott, p. 312
173. ↑  Joseph Grimaldi Park, Islington Borough Council, accessed 3 June 2012
174. ↑  Charles Dickens: Collected Papers, Vol 1, Preface to Grimaldi, p. 9
175. 1 2  Forster, p. 65
176. ↑  Dolby, pp. 39–40
177. ↑  "You Should have seen Grimaldi", Bentley's Miscellany, Issue 19, 24 May 1846, pp. 160–61
178. ↑  Planché, p. 27
179. ↑  Callow, Simon. "The Pantomime Life of Joseph Grimaldi: Laughter, Madness and the Story of Britain's Greatest Comedian by Andrew McConnell Stott", The Guardian, 19 December 2009, accessed 11 December 2012
180. ↑  Findlater, p. 9
181. ↑  McConnell Stott, p. 320
182. ↑  "Remembering the Sad Clown Joseph Grimaldi", Camden New Journal, accessed 16 August 2012
183. ↑  Boult, Adam. "Juggling for Jesus", The Guardian, 13 February 2010, accessed 2 December 2012